# Ивановка (Мордовский район)
Ива́новка — село в Мордовском районе Тамбовской области России. Административный центр Ивановского сельсовета.

## География
Село находится на расстоянии 30 км к северу от посёлка городского типа Мордово, административного центра района, и 65 км к юго-западу от города Тамбов, административного центра области.

### Часовой пояс
Село Ивановка, как и вся Тамбовская область, находится в часовой зоне МСК (московское время). Смещение применяемого времени относительно UTC составляет +3:00.

## Население
| 2002 | 2010 |
| ---- | ---- |
| 344  | ↗347 |

### Национальный состав
Согласно результатам переписи 2002 года, в национальной структуре населения русские составляли 96 % из 344 чел.